# Lavena Ponte Tresa
Lavena Ponte Tresa er navnet på en lille italiensk by (og kommune) i regionen Lombardiet, beliggende ved floden Tresa og ved bredden af Luganosøen. Byen ligger ca. 60 km. nordvest for Milano.
Tresa danner grænse mellem de to lande, Schweiz og Italien, så byen fungerer som grænseovergangssted for trafikken mellem Vareseområdet i Italien og Luganoområdet i Schweiz.
På den modsatte side af Tresa ligger Lavena Ponte Tresas schweiziske naboby, Ponte Tresa.